# Camporrobles
Camporrobles és un municipi del País Valencià situat a la comarca de la Plana d'Utiel. L'any 2011 tenia una població censada de 1.498 habitants, segons dades de l'INE.

## Geografia
El municipi està situat en l'extrem nord-oest de l'altiplà d'Utiel, en el límit amb la província de Conca. La superfície del terme és bastant plana, amb una altitud de 900 msnm. Per l'est està accidentat per la serra de la Bicuerca, les altures principals de la qual són el tossal de les Majuelas (1.106 m), Cardete (1.128 m), Bicuerca (1.116 m, vèrtex geodèsic de segon ordre), i el Cerro del Telégrafo (1.090 m). Un altre sistema muntanyenc penetra pel sud, en el qual s'alcen la Piñarona (1.028 m), el Pico del Águila (841 m), Cagarruta (886 m, vèrtex geodèsic de tercer ordre) i Presilla (1032 m, vèrtex geodèsic de tercer ordre); pel nord-oest s'alça el Molón (1.124 m). A l'est del terme naix el rierol Madre, després de passar per Caudete de las Fuentes confluïx amb el riu Magre a la rodalia d'Utiel.
El nucli urbà se situa al costat d'una llacuna ja dessecada que degué ser el centre de confluència dels ramats que buscaven pastures i aigua en esta zona endorreica.
Localitats limítrofes
|            | Nord: Mira, Aliaguilla, i Sinarques         |                           |
| Oest: Mira | Rosa dels vents                             | Est: Utiel, Fuenterrobles |
|            | Sud: Fuenterrobles, Villargordo del Cabriol |                           |

### Clima
El clima és continental. Els vents dominants són el llevant i el ponent; les pluges es produïxen a la tardor i primavera; neva al gener i febrer.

## Història

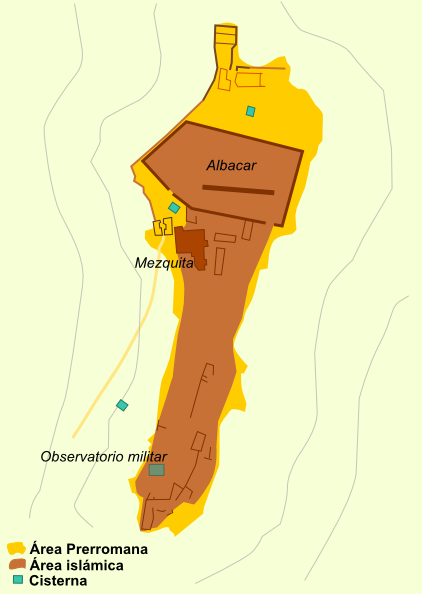
Planta del jaciment arqueològic de El Molón.

Es coneixen restes de poblament des de l'edat del bronze a Cerro Cardete, la cova de la Campana i el Picarcho, destacant el poblat amb necròpoli de las Hoyas. En el terme va existir un gran poblat iber, situat entre la solana i el cim de El Molón i propiciat segurament per la llacuna dessecada. Hi ha vestigis d'iberisme, així mateix, en el Matizal i al poblat de la Viña del Derramador. En època romana va ser objecte d'una important colonització cerealista, tal com demostren quatre viles rústiques escampades pel nucli i la contornada: Cañada del Carrascal, Costa Colorá, Hoya de Barea i La Balsa. Ja en època andalusina va existir, sobre el poblat preromà d'El Molón, encara que ocupant un espai més reduït, un hisn (assentament fortificat en altura) de certa envergadura. Es conserva la pràctica totalitat de l'entramat urbà, entre els edificis cal destacar la mesquita.
El nucli actual és d'origen baixmedieval. Se l'ha relacionat amb el roureda de Corpes, en què van ser ultratjades les filles del Cid, així com amb el Calderrobles on en 1177 havia d'haver lliurat batalla Alfons VIII contra els musulmans. No obstant això, els primers testimonis fiables són ja del segle xiv, quan consistia en un petit caseriu lligat a les deveses i carrascars que posseïa allà el Concejo de Requena, terme del qual va formar part fins a finals del segle xviii. Va aconseguir la categoria de llogaret a mitjan segle xvi per raó dels 90 veïns amb què comptava. En 1699, amb uns 500 habitants era, després Requena i Utiel, el nucli més gran de la comarca. L'abundància de bestiar lanar va propiciar l'aparició de manufactures de llana, fins al punt que, segons Larruga, l'any 1740 funcionaven 11 telers en què teixien llenços i es fabricaven cordellats, estamenyes i barnussos.
Davant la pressió demogràfica i la necessitat de cereals, el Consell de Requena va parcel·lar i va sortejar entre els veïns de Camporrobles una superfície de 567 almuds (unes 200 hectàrees) corresponents a la devesa del Carrascal. En 1782 va aconseguir la segregació de Requena i la delimitació d'un terme propi. L'any 1851 s'integrà en la província de València al mateix temps que la resta de la comarca. El ferrocarril va arribar en la dècada de 1940, després d'haver quedat estancada la construcció de la línia a Utiel l'any 1885. L'estació prompte es va convertir en punt d'atracció per a algunes indústries i cellers, fet que revitalitzà l'economia del municipi. L'antiga llacuna es va anar dessecant durant la dècada de 1970, i s'hi construïren al voltant diverses instal·lacions esportives.

## Demografia
En el segle xvi comptava amb 90 veïns (uns 470 habitants), que en 1699 eren ja 96 (uns 500 hab.). L'any 1782 els veïns eren ja 279 (uns 948 hab.) i la població va superar el miler a mitjan segle xix. Els habitants van passar de 1.410 en 1877, a 2.263 en 1920 i a un màxim de 2.514 en 1950. Després va arribar l'emigració i la regressió, amb 1.909 l'any 1970, 1592 en 1986 i 1.398 en el padró efectuat al maig de 1996.
| 1.552 | 1.458 | 1.471 | 1.398 | 1.379 | 1.362 | 1.378 | 1.372 | 1.373 | 1.405 | 1.402 |

## Política i govern
Camporrobles està governat per una corporació local formada per regidors elegits cada quatre anys per sufragi universal que, al seu torn, trien un alcalde. El cens electoral està compost per tots els residents empadronats a Camporrobles majors de 18 anys i nacionals d'Espanya i dels altres països membres de la Unió Europea. Segons el que disposa la Llei del Règim Electoral General, que establix el nombre de regidors elegibles en funció de la població del municipi, la Corporació Municipal de Camporrobles està formada per 9 regidors.

### Composició de la Corporació Municipal
En les eleccions municipals de 26 de maig de 2019 foren elegits 5 regidors d'En Positivo (EP) i 4 del Partit Popular (PP).
| Eleccions municipals de 26 de maig de 2019 - Camporrobles                                                                      |                                     |                                     |                                     |        |          |          |
| Candidatura | Candidatura                         | Candidatura                         | Cap de llista                       | Vots   | Vots     | Regidors |
| | En Positivo                         |                                     | Inmaculada Alemany Latorre          | 443    | 53,89%   | 5 ()     |
| | Partit Popular                      |                                     | Ernesto Fernández Pardo             | 370    | 45,01%   | 4 ()     |
| | Vots en blanc                       |                                     |                                     | 9      | 1,09%    |          |
| Total vots vàlids i regidors                                                                                                   | Total vots vàlids i regidors        | Total vots vàlids i regidors        | Total vots vàlids i regidors        | 822    | 100 %    | 9        |
| | Vots nuls                           | Vots nuls                           | Vots nuls                           | 12     | 1,44%    |          |
| Participació (vots vàlids més nuls)                                                                                            | Participació (vots vàlids més nuls) | Participació (vots vàlids més nuls) | Participació (vots vàlids més nuls) | 834    | 82,25%** |          |
| Abstenció | Abstenció                           | Abstenció                           | Abstenció                           | 180*   | 17,75%** |          |
| Total cens electoral | Total cens electoral                | Total cens electoral                | Total cens electoral                | 1.014* | 100 %**  |          |
| Alcaldessa: Inmaculada Alemany Latorre (EP) (15/06/2019) Per majoria absoluta dels vots dels regidors (5 vots d'EP)            |                                     |                                     |                                     |        |          |          |
| Fonts: JEC, JEZ Requena, M. Interior, Periòdic Ara. (* No són vots sinó electors. ** Percentatge respecte del cens electoral.) |                                     |                                     |                                     |        |          |          |

### Alcaldia
Des de 2019 l'alcaldessa de Camporrobles és Inmaculada Alemany Latorre d'En Positivo (EP).
| Període                       | Alcalde o alcaldessa          | Partit polític | Data de possessió | Observacions |
| ----------------------------- | ----------------------------- | -------------- | ----------------- | ------------ |
| 1979–1983                     | Heliodoro Atienza Vigo        | PCE            | 19/04/1979        | --           |
| 1983–1987                     | Heliodoro Atienza Vigo        | PCE-PCPV       | 28/05/1983        | --           |
| 1987–1991                     | Heliodoro Atienza Vigo        | IU-UPV         | 30/06/1987        | --           |
| 1991–1995                     | Miguel Ángel Lorente Berlanga | PSPV-PSOE      | 15/06/1991        | --           |
| 1995–1999                     | Miguel Ángel Lorente Berlanga | PSPV-PSOE      | 17/06/1995        | --           |
| 1999–2003                     | Miguel Ángel Lorente Berlanga | PSPV-PSOE      | 03/07/1999        | --           |
| 2003–2007                     | Miguel Ángel Lorente Berlanga | PSPV-PSOE      | 14/06/2003        | --           |
| 2007–2011                     | Gerardo Gómez Ruiz            | PP             | 16/06/2007        | --           |
| 2011–2015                     | Gerardo Gómez Ruiz            | PP             | 11/06/2011        | --           |
| 2015–2019                     | Gabriel Mata González         | PSPV-PSOE      | 13/06/2015        | --           |
| 2019-2023                     | Inmaculada Alemany Latorre    | EP             | 15/06/2019        | --           |
| Des de 2023                   | n/d                           | n/d            | 17/06/2023        | --           |
| Fonts: Generalitat Valenciana |                               |                |                   |              |

## Economia
L'agricultura fins al segle xix va estar basada en el cultiu de blat, encara que per aquelles dates es va anar estenent el cultiu de la safranera i la creïlla. La vinya cobria en 1840 una superfície de només 40 hectàrees i la producció de vi tot just donava per al consum local. L'any 1862, segons el llibre de contribució rústica i urbana, la vinya ocupava ja 283 ha i el seu cultiu el practicaven almenys 369 dels 450 pagesos del terme, encara que només una dotzena comptava amb cups propis per a la vinificació, situats en la seua major part al carrer de València. Al cultiu del safrà se li dedicaven altres 200 ha, però la major part de la terra seguia sent de sembradura, amb 5079 ha de blat i ordi. L'economia és encara hui bàsicament agrària, amb 2.500 ha de vinyes, 1.100 de cereals i 950 d'ametlers en les solanes de les serres l'any 2001. També és molt important la ramaderia, amb diverses granges de porcí i nombrosos ramats d'ovelles que alternen la vida a l'estable amb les pastures a l'aire lliure.
Amb l'arribada del ferrocarril a la dècada de 1940 van sorgir algunes indústries i cellers entre aquella dècada i la de 1950, dels quals hui dia en queden tres.

## Serveis públics
El proveïment d'aigua potable, una vella aspiració amb notables fracassos en els seus anteriors intents, va poder per fi ser solucionat a finals de la dècada de 1980 portant l'aigua des d'un pou situat al vessant de la muntanya de Cardete, a la cara que mira cap a Les Coves d'Utiel.

## Transports
Pel terme de Camporrobles circulen les següents carreteres:
| CV-468 Enllaça la província de Conca amb la N-330 a l'altura de La Torre (Utiel). |
| CV-470 Enllaça Camporrobles amb la província de Conca CM-2109 i amb Utiel.        |
| CV-471 Enllaça La Loberuela amb la CV-470.                                        |
| CV-474 Enllaça Villargordo del Cabriel amb Camporrobles.                          |
| CV-475 Enllaça Camporrobles amb Fuenterrobles.                                    |

Camporrobles compta a més amb una estació del ferrocarril Madrid-València, en la qual tenen parada els trens de les línies L6 i R5 dels serveis de Mitjana Distància Renfe.

## Patrimoni
- El Molón: Es tracta d'un jaciment arqueològic ocupat principalment a època ibèrica i andalusí. De l'època preromana destaca la fortificació, mentre que de l'època andalusí destaca la seua mesquita.[8]
- El Picarcho: Es tracta d'un jaciment arqueològic de l'edat del bronze, proper a l'anterior i datat entre el segle XIX aC i el segle XVI aC[18]
- Església de l'Assumpció: Data del segle xviii.
- Ermita de Sant Cristòfol.
- Escoles del Patronat de Martínez de la Mata: Ddaten de finals del segle xix, i se situen al carrer d'Hernández Zazo.[3]
- Microreserva de flora Lengua de Ciervo.

## Urbanisme
Al segle xviii Camporrobles consistia en un caseriu força compacte que s'estenia al ponent de la llacuna. Començava pel Pou del Concejo i el carrer del Sol (actual Dos de Maig) i acabava per una espècie de ronda exterior en forma d'arc que es correspon amb els actuals carrers de Pelai i de Cervantes. El camí ral de Requena a Conca entrava pel costat de l'ermita de Santa Anna (actual llavador) i seguia per l'actual carrer de Santiago. A mitjan segle xix existien 368 cases, 7 disseminades, 20 a La Loberuela i la resta en el nucli de Camporrobles, el centre urbà havia crescut notablement cap al nord-oest, seguint el camí de Mira (carrer de Santiago) i pels actuals carrers de Sant Isidre (llavors Nueva), García Berlanga (llavors Carmen), plaça del Mestre Cañada (llavors Alfonso) i carrer de la Font. Per la part meridional també s'havia produït un petit eixample, formant-se el carrer de la Tejería. Dues fondes o posades atenien als viatgers: una al carrer de Santa Àgueda i una altra a la cantonada de Pou i Forn Nou (l'actual Mestre Aguilar).
Al començament del segle xx es va construir la nova carretera d'Utiel a Mira, fet que va atraure cap a la part septentrional el creixement urbà, amb la prolongació del carrer de Santiago, enfront del qual seria construïda, ja al costat de la carretera, la Posada del Moreno. La central hidroelèctrica de Víllora, al Cabriel, inaugurada el 1913, va motivar per a la seua instal·lació i manteniment la construcció des de Camporrobles d'una altra carretera, que es convertiria prompte en nou eix de creixement urbà cap a l'oest. L'estació de ferrocarril, construïda en la dècada de 1940, va ser el punt de referència per al planejament urbà, traçant el Passeig de l'Estació, hui avinguda de la Puríssima, veritable eix sobre el qual en 1952 es va dissenyar un Pla d'Eixample que ha ordenat el creixement de Camporrobles quasi fins a l'actualitat. Transversals a eixa avinguda de la Puríssima i al carrer de Joan Carles I, s'ha d'afegir una ronda interior formada pels carrers de Fuenterrobles, Caudete i Sinarcas, i una segona exterior denominada avinguda de la Constitució, les quals ordenen el creixement urbà de Camporrobles, sempre cap a l'oest. Pel nord el creixement no ha passat més enllà de la carretera de Mira, que en part servix també de carrer. Pel sud, la línia del ferrocarril constituïx una barrera infranquejable per a l'expansió urbana.

## Cultura

### Museus
- Museu Municipal: Inclou, entre altres col·leccions, obres de Fernando Garfella Moreno.[3][19]

### Festes
- Fogueres de Sant Anton
- Festes d'estiu: Se celebren la tercera setmana d'agost en honor de la Mare de Déu de l'Assumpció i la Mare de Déu de Tejeda.
- Festes Patronals: Se celebren del 3 al 5 de Febrer en honor de Santa Àgueda.[3]
- Carnestoltes
- Festes de quintos: Se celebren durant la Setmana Santa. Destacant l'arc que es col·loca a la plaça per a la processó de la trobada
- Cant dels Majos a la Verge i a les mosses
- Festivitat de Sant Isidre Llaurador: patró de la localitat, el 15 de maig.
- Romeria a la Cova Santa: Té lloc el segon diumenge de maig.
- Romeria al Santuari de la Mare de Déu de Tejeda (Garaballa - Conca): La nit del 7 al 8 de setembre

## Personatges destacats
- Fidel García Berlanga (1859-1914): Economista i polític, que va ser president del Sindicat Provincial de Viticultors i de tots els viticultors espanyols. Va ser també diputat a Corts i va pertànyer al Partit Liberal, sota la direcció de Canalejas. Va morir a Utiel.[20]
- Siro de Fez Sánchez (1888-1967): Naturalista i metge que va arribar a estar molt especialitzat en l'estudi dels mol·luscs. El seu treball més voluminós porta per títol Ascoglosos y Nudibranquios de España y Portugal, dedicat a estos delicats i vistosos mol·luscs gastròpodes, poc coneguts per no tenir closca. Està il·lustrat amb aquarel·les del seu amic i company de professió Romualdo Aguilar Guillem. Després de la seua mort, la seua dona i els seus fills van donar la seua col·lecció al Patronat Valencià de Ciències Naturals.[21]
- Fernando Garfella Moreno (1927-1988): Pintor. En els seus inicis, les seues composicions responien a un estil figuratiu que a poc a poc evolucionà cap a posicions de caràcter postcubista, a les quals incorporarà una nova metodologia consistent a introduir a la pintura la tercera dimensió òptica. Ell mateix va definir el seu estil com "pintura opticinètica". Va obtenir premis, entre els quals destaquen la Medalla d'Honor al Saló de Tardor de Palma (1964) i el Primer Premi del PACH de París (1972). Les seues obres han sigut exposades al Museu d'Art Contemporani de Newark (Estats Units), Reial Acadèmia de Belles Arts de Sant Telm (Màlaga) i Museu d'Art Modern de Göteborg (Suècia), entre altres institucions. Va morir a Andratx (Mallorca).[19]
- Jesús Esteban García (1947-...): Economista i escriptor, autor de Curso de inferencia estadística: introducción al modelo lineal: prácticas (1998), Curso de inferencia estadística: introducción al modelo lineal (1995) i Estadística básica aplicada (2004).[22]
- Benigno Camañas Sanz (1951-2018): Periodista. Va iniciar la seua trajectòria professional en el diari Levante-EMV com a col·laborador. Posteriorment va treballar a Las Provincias com a cap de Política fins que va ser nomenat director de Mediterraneo a Castelló, on va tornar a Las Provincias com a redactor cap d'Economia. En 1997 va fundar i dirigir El Mundo Comunitat Valenciana durant més d'una dècada fins que en 2008 va passar a presidir el seu Consell Editorial.[23]